# ULAS J1120+0641

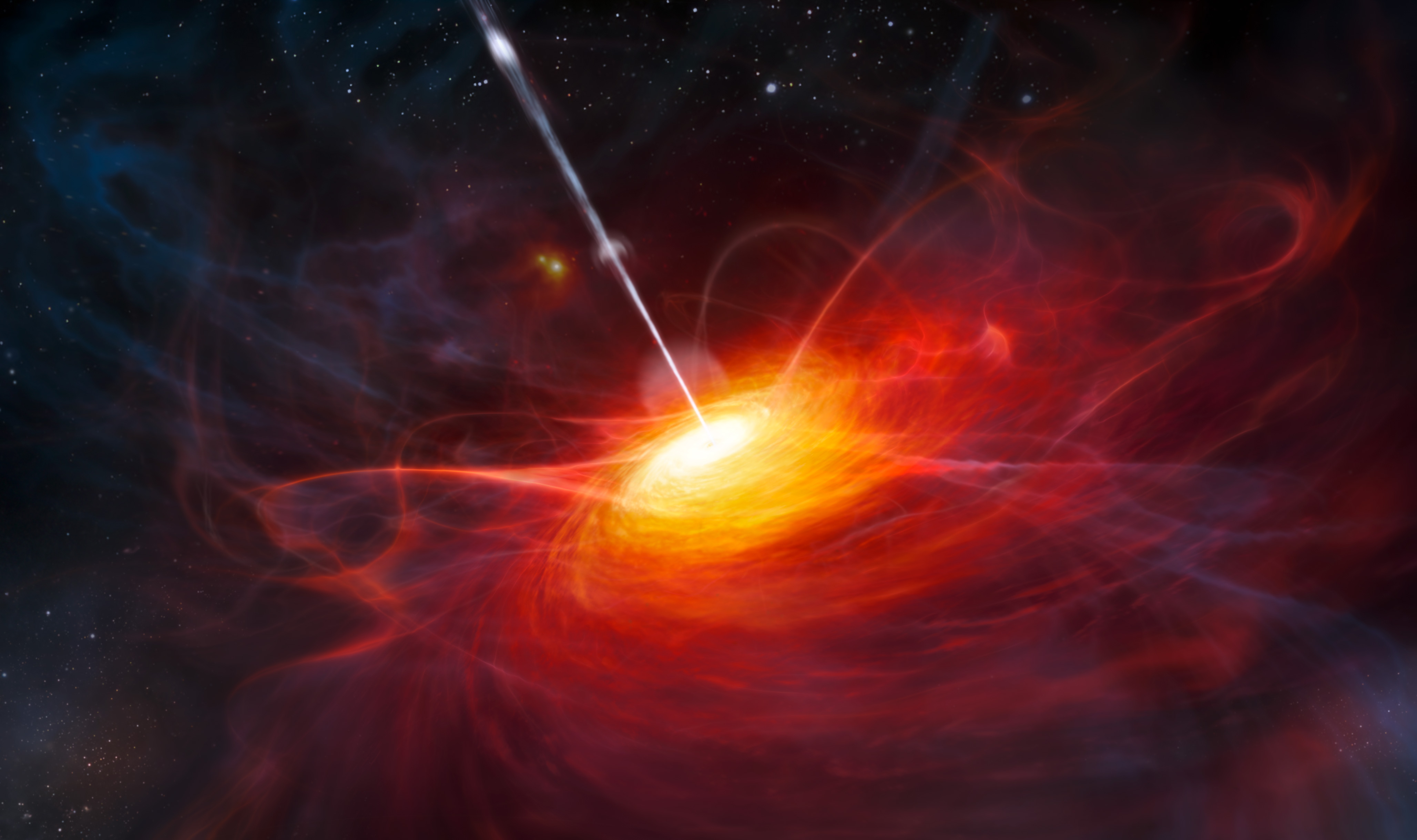
Wizja artystyczna kwazara ULAS J1120+0641 (ESO)

ULAS J1120+0641 – kwazar położony w gwiazdozbiorze Lwa o przesunięciu ku czerwieni wynoszącym 7,085. W momencie jego odkrycia w czerwcu 2011 roku był to najbardziej odległy od Ziemi znany kwazar i pierwszy kwazar z przesunięciem ku czerwieni większym niż 7.

## Nazwa
Obiekt nie ma nazwy zwyczajowej, jego oznaczenie ULAS J1120+0641 określa jedynie jego położenie na niebie. Akronim „ULAS” oznacza, że obiekt został skatalogowany w czasie przeglądu nieba UKIRT Infrared Deep Sky Survey, w programie Large Area Survey (LAS).

## Odkrycie
Obiekt został odkryty w ramach programu UKIRT Infrared Deep Sky Survey przy użyciu teleskopu United Kingdom Infrared Telescope.

## Charakterystyka
Kwazar położony w gwiazdozbiorze Lwa o przesunięciu ku czerwieni wynoszącym 7,085. W momencie jego odkrycia w czerwcu 2011 roku był to najbardziej odległy od Ziemi znany kwazar i pierwszy kwazar z przesunięciem ku czerwieni większym niż 7.
Kwazar we współrzędnych współporuszających się odległy jest o 28,85 miliardów lat świetlnych od Ziemi. Światło kwazara, które dociera obecnie do Ziemi, zostało wyemitowane 770 milionów lat po Wielkim Wybuchu, czyli ok. 13 miliardów lat temu; 100 milionów lat wcześniej niż z najstarszego poprzednio znanego kwazaru.
Świetlność kwazara wynosi 6,3 × 1013 L⊙ (63 biliony razy większa niż świetlność Słońca), a w jego wnętrzu znajduje się supermasywna czarna dziura o masie wynoszącej około 1.52 ± 0.17×109 M☉ (1.52 miliardów mas Słońca). Czarna dziura wewnątrz kwazara jest bardziej masywna niż można było tego oczekiwać po obiekcie sformowanym tak szybko po Wielkim Wybuchu. Proces rośnięcia czarnych dziur przez akrecję materii jest ograniczony ciśnieniem promieniowania. Podwojenie masy czarnej dziury trwa około 50 milionów lat. Biorąc pod uwagę, że czarna dziura wewnątrz kwazara osiągnęła obecnie obserwowaną masę zaledwie 770 milionów lat po Wielkim Wybuchu, jej początkowa masa musiałaby wynosić przynajmniej pół miliona mas Słońca. Najbardziej prawdopodobne jest, że powstała w wyniku łączenia się mniejszych czarnych dziur.
Światło kwazara, które dotarło do Ziemi, obejmuje pasmo podczerwieni, ale większość została wyemitowana jako wysokoenergetyczne promieniowanie ultrafioletowe. Zmiana zakresu promieniowania, a przy tym i jego energii związana jest z rozszerzaniem się Wszechświata.
Jest to pierwszy znany kwazar, który powstał w teoretycznie przewidzianym etapie ewolucji Wszechświata, kiedy wypełniająca go materia uległa ponownej jonizacji. Jego badania pozwolą lepiej poznać ten okres, szczególnie że niektórzy kosmologowie uważają, iż kwazary odgrywały ważną rolę w końcowym okresie wieków ciemnych, w fazie jonizacji materii Wszechświata.